# Szürkefülű gyümölcsgalamb
A szürkefülű gyümölcsgalamb (Phapitreron cinereiceps) a madarak osztályának galambalakúak (Columbiformes) rendjébe és a galambfélék (Columbidae) családjába tartozó faj.

## Rendszerezése
A fajt Frank Swift Bourns és Dean Conant Worcester írták le 1894-ben, a Phabotreron nembe Phabotreron cinereiceps.

## Alfajai
- Phapitreron cinereiceps brunneiceps (Bourns & Worcester, 1894) - egyes besorolások szerint önálló faj Phapitreron brunneiceps néven
- Phapitreron cinereiceps  cinereiceps (Bourns & Worcester, 1894)

## Előfordulása
A Fülöp-szigetekhez tartozó Sulu-szigetek területén honos. Természetes élőhelyei a szubtrópusi vagy trópusi síkvidéki esőerdők és mangroveerdők. Állandó, nem vonuló faj.

## Megjelenése
Testhossza 26–27 centiméter, testtömege 131–159 gramm.

## Életmódja
Feltehetően gyümölcsökkel és magvakkal táplálkozik.

## Természetvédelmi helyzete
Az elterjedési területe nagyon kicsi, egyedszáma 1000 alatti és csökken. A Természetvédelmi Világszövetség Vörös listáján veszélyeztetett fajként szerepel.